# Matobosaurus maltzahni
Matobosaurus maltzahni (матобозавр західний) — вид ящірок родини геррозаврових (Gerrhosauridae). Мешкає в Південній Африці.

## Поширення та екологія
Західні матобозаври мешкають на південному заході Анголи та на північному заході та в центрі Намібії. Вони живуть серед гранітних скельних виступів в сухій савані. Зустрічаються на висоті від 100 до 1800 м над рівнем моря.